# 井姓
井姓是中文姓氏之一，在《百家姓》中排第217位。源出有二：一是源於炎帝的姜姓後代，二是出自周朝。《尚友錄》說，虞國（今中国山西省平陸縣東北）有一個大夫，是姜子牙的後代，受封于井邑，稱為井伯，他的後代子孫以井為姓，亦稱井氏。

## 外部連結
[在维基数据编辑]
 《百家姓》
 《欽定古今圖書集成·明倫彙編·氏族典·井姓部》，出自陈梦雷《古今圖書集成》